# Emilia Jones

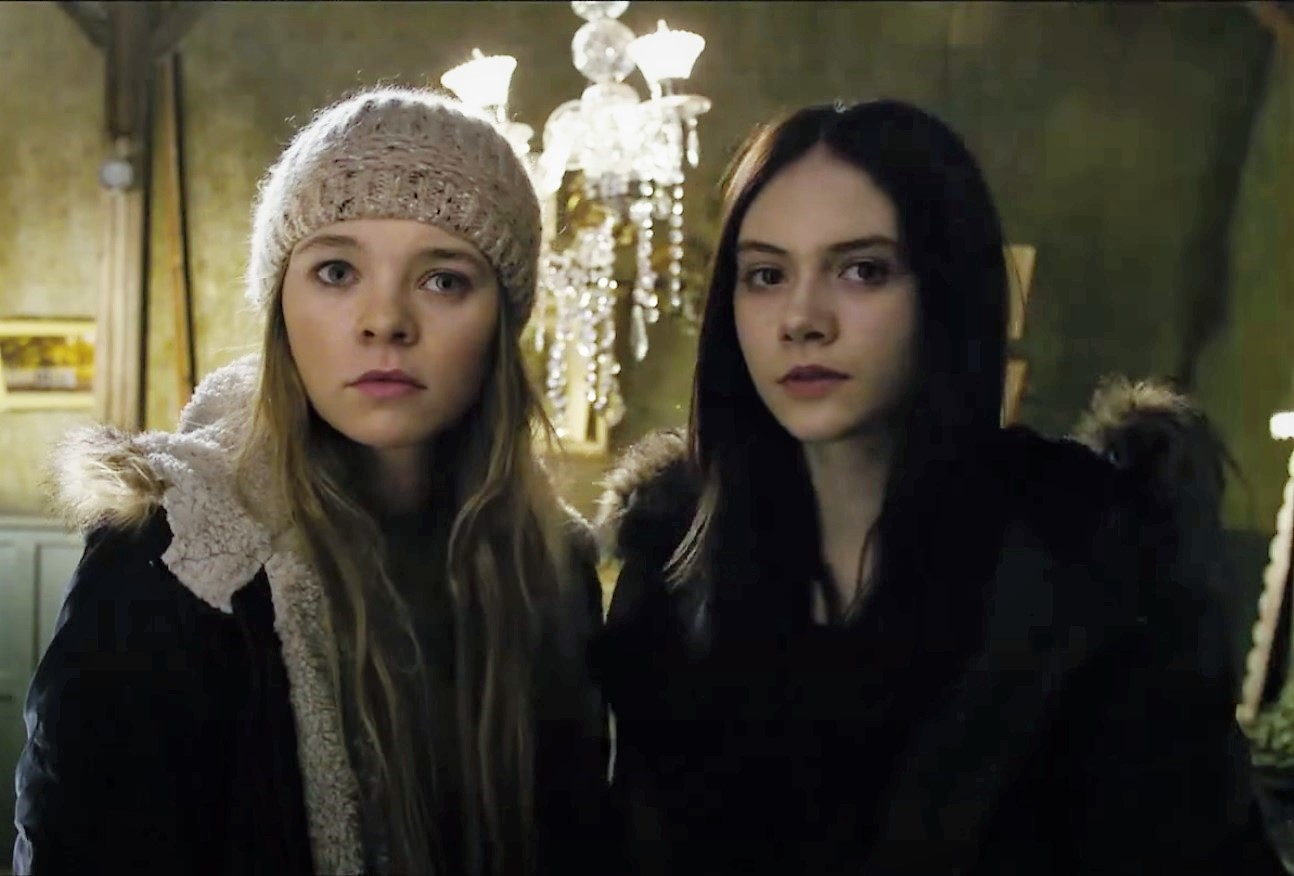
Taylor Hickson i Emilia Jones w filmie Ghostland

Emilia Annis I. Jones (ur. 23 lutego 2002 w Londynie) – angielska aktorka, która wystąpiła m.in. w filmie CODA i serialach: Locke & Key, Utopia i Tajemnice domu Anubisa.

## Filmografia

### Filmy
| Rok  | Tytuł                                         | Rola           | Reżyser                    | Uwagi |
| ---- | --------------------------------------------- | -------------- | -------------------------- | ----- |
| 2011 | Piraci z Karaibów: Na nieznanych wodach       | Angielka       | Rob Marshall               |       |
| 2011 | Jeden dzień                                   | Jasmine        | Lone Scherfig              |       |
| 2014 | Nasze zwariowane angielskie wakacje           | Lottie McLeod  | Andy Hamilton i Guy Jenkin |       |
| 2015 | Młodość                                       | Frances        | Paolo Sorrentino           |       |
| 2015 | High-Rise                                     | Vicky          | Ben Wheatley               |       |
| 2016 | Brimstone                                     | Joanna         | Martin Koolhoven           |       |
| 2018 | Ghostland                                     | młoda Beth     | Pascal Laugier             |       |
| 2018 | Patryk                                        | Vikki          | Mandie Fletcher            |       |
| 2018 | Two for Joy                                   | Vi             | Tom Beard                  |       |
| 2019 | Nuklearna                                     | Emma           | Catherine Linstrum         |       |
| 2019 | Horrible Histories: The Movie – Rotten Romans | Orla           | Dominic Brigstocke         |       |
| 2021 | CODA                                          | Ruby Rossi     | Sian Heder                 |       |
| 2023 | Niebezpieczny kochanek                        | Margot         | Susanna Fogel              |       |
| 2023 | Fairyland                                     | Alysia Abbott  | Andrew Durham              |       |
| 2024 | Winner                                        | Reality Winner | Susanna Fogel              |       |

### Telewizja
| Rok       | Tytuł                  | Rola                         | Uwagi    |
| --------- | ---------------------- | ---------------------------- | -------- |
| 2011      | Tajemnice domu Anubisa | młoda Sarah Frobisher-Smythe | 8 odc.   |
| 2013      | Doktor Who             | Merry Gejelh                 | 1 odc.   |
| 2013–2014 | Utopia                 | Alice Ward                   | 8 odc.   |
| 2014      | Residue                | Charlotte Jones              | 1 odc.   |
| 2015      | Wolf Hall              | Anne Cromwell                | 1 odc.   |
| 2020–2022 | Locke & Key            | Kinsey Locke                 | gł. rola |